# Joep de Mol
Joep de Mol, född den 10 december 1995 i Berkel-Enschot, är en nederländsk landhockeyspelare.

## Karriär
Joep de Mol ingick i Nederländernas landhockeylag vid OS 2020 samt i det lag som tog guld vid OS 2024.